# Sportpolitik der Europäischen Union
Die Sportpolitik der Europäischen Union befasst sich mit den Maßnahmen, die die Europäische Union trifft, um die integrative Komponente des Sports auf europäischer Ebene zu stärken. Vor dem Vertrag von Lissabon hatte die Sportpolitik keine rechtliche Grundlage, sondern wurde stattdessen von der Rechtsprechung des Europäischen Gerichtshofs sowie von allgemeinen Bestimmungen geregelt. Erst durch den Vertrag von Lissabon erhielt die EU mit Art. 165 AEU-Vertrag im Sportbereich eigene Kompetenzen. Während die Hauptzuständigkeit bei den Mitgliedstaaten verbleibt, soll die EU koordinierend und unterstützend tätig werden.

## Die Entwicklung der Sportpolitik vor dem Vertrag von Lissabon
Die Sportpolitik hatte in der Europäischen Union keine rechtliche Grundlage. Das bedeutete aber nicht, dass die EU die wirtschaftliche und soziale Rolle des Sports nicht anerkannte. In den 1980er Jahren eröffnete das Europa der Bürger die Diskussion über das Themenfeld Sport. Schon 1991 initiierte die Europäische Kommission eine Plattform, das sogenannte „Sportforum der EU“, welche die verschiedenen Sportverbände zusammenbrachte und als Dialogforum dienen sollte. Auch fing die Kommission an, Mitteilungen, Diskussionspapiere und Diskussionen zu veröffentlichen.
Trotzdem hatte die EU laut den Verträgen keine eigenen Kompetenzen im Bereich des Sports. Mit dem Vertrag von Amsterdam von 1997 gaben die Mitgliedstaaten das Signal, dass das Thema Sport ab nun stärker betrachtet werden sollte. Allerdings hatte diese gemeinsame Erklärung aller Mitgliedsstaaten keine rechtliche, sondern nur eine politische Bedeutung. Im Vertrag von Nizza wurden zudem die sozialen, kulturellen sowie die Bildungswerte des Sports betont, allerdings wurde der Sport noch immer nicht mit einer rechtlich bindenden Verankerung im Vertragswerk ausgestattet. Hier ist dennoch der Wille zu sehen, eine Balance zwischen der Kommerzialisierung des Sports und seinen Werten zu finden. Auch das Europäische Parlament begann, eine Reihe von Initiativberichten über dieses Themenfeld zu veröffentlichen. Am 28. Mai 1997 wurde ein umfassender Bericht über die Rolle der EU im Bereich des Sports (Berichterstatterin: Doris Pack) der Öffentlichkeit zugänglich gemacht. Ebenso war das Jahr 2004 das "Europäische Jahr der Erziehung durch Sport".
Auch wenn die EU vor 2009 keine ausdrücklichen Kompetenzen im Bereich des Sports hatte, so fühlten sich gewisse EU-Akteure schon länger zu sportpolitischen Initiativen berufen. Die Tätigkeiten der EU in Bezug auf Sport beruhen im Großen und Ganzen auf sportspezifischen Aspekten anderer Kompetenzbereiche: Binnenmarkt, Wettbewerbsfähigkeit, Gesundheitspolitik, Sicherheitspolitik, Regionalpolitik sowie der Zusammenarbeit der Polizei bei der Bekämpfung von Doping. Nimmt der Sport am Wirtschaftsleben teil, so unterliegt er dem EU-Recht.
Einen bedeutenden Schritt machte die Europäische Kommission 2007 mit ihrem Weißbuch Sport. Dieses betonte die wirtschaftliche sowie gesellschaftliche Rolle des Sports. Maßnahmen um die gesellschaftliche Rolle des Sports zu verstärken sind z. B. die Bekämpfung von Doping, die Zusammenarbeit mit Drittländern und die Förderung von Bürgerschaft durch Sport.

## Die Einführung einer EU-Zuständigkeit für Sportpolitik mit dem Lissabon-Vertrag
Im Vertrag von Lissabon wurde der Sport erstmals als ein Ziel der Europäischen Union festgeschrieben und in den Kompetenzkatalog in Art. 6 AEU-Vertrag aufgenommen. Die genauen Bestimmungen dazu finden sich Art. 165 AEU-Vertrag, wo es in Absatz 1 heißt: „Die Union trägt zur Förderung der Europäischen Dimension des Sports bei und berücksichtigt dabei dessen besondere Merkmale, dessen auf freiwilligem Engagement basierende Strukturen sowie dessen soziale und pädagogische Funktion“. Die Sportpolitik der Europäischen Union konzentriert sich auf die Entwicklung der europäischen Dimension des Sports und auf die Förderung der Zusammenarbeit mit Drittländern und internationalen Organisationen, insbesondere dem Europarat.

### Rechtliche Konsequenzen
Die Kompetenzen der EU im Sportbereich beschränken sich auf die Koordinierungs-, Förderungs- und Unterstützungsfunktion im Sinne von Art. 6 AEU-Vertrag; eine Harmonisierung der sportrechtlichen Bestimmungen ist also ausgeschlossen. Die Hauptzuständigkeit bleibt in den Händen der Mitgliedstaaten. Allerdings setzt der neue Sportartikel Bestimmungen über den Europäischen Binnenmarkt oder das Wettbewerbsrecht der EU nicht außer Kraft.

### Institutionelle Konsequenzen
Durch den Vertrag von Lissabon erhielten verschiedene Institutionen der EU neue Zuständigkeiten im sportpolitischen Bereich. So wurde der frühere Rat für Bildung, Jugend und Kultur zum Rat für Bildung, Jugend, Kultur und Sport erweitert. Die erste Tagung der für Sport zuständigen Minister der Mitgliedstaaten zusammen fand im Mai 2010 statt. Innerhalb der Europäischen Kommission wurde Sport der Generaldirektion Bildung und Kultur zugeordnet. Das Europäische Parlament kann über die finanzielle Ausstattung von Fördermaßnahmen im Rahmen des EU-Haushalts mitentscheiden.

### Finanzielle Konsequenzen
Mit Art. 165 AEU-Vertrag wurde auch die Schaffung eines EU-Sportförderprogramms geplant. Mit einem Förderprogramm gibt die Europäische Kommission direkte Finanzhilfen an öffentliche oder private Einrichtungen in den Mitgliedstaaten. Diese Mittel kommen Projekten, die übernationaler Natur sind und die mit der Politik der Europäischen Union zu tun haben, zugute. Die Einführung eines Sportförderprogrammes zeigt, dass Sport in der Zukunft mehr berücksichtigt werden soll.

## Die aktuellen Entwicklungen

### Das Scheitern des EU-Sportförderprogrammes 2012 und 2013
2009 wurde eine Sport-Budget-Linie ins Leben gerufen. Diese sollte dazu dienen, geeignete Netzwerke und Verfahren in unterschiedlichen sportrelevanten Bereichen auszutesten. Auf diese Weise sollten Vorarbeiten für ein künftiges Sportförderprogramm geleistet werden. Im Dezember 2010 wurde allerdings klar, dass es kein EU Sportförderprogramme 2012 und 2013 geben wird. Die Gründe dafür sind, dass es im derzeitigen EU-Haushalt, der bis Ende 2013 gültig ist, keine freien Mittel gibt. Dies bedeutet konkret, dass nach Auslaufen des Programms „Vorbereitende Maßnahmen“ in den Jahren 2012 und 2013 vermutlich eigens für den Sport keine Fördergelder zur Verfügung stehen werden.
Da die EU-Sportförderprogramme 2012–2013 gescheitert sind, fordern die europäischen Sportverbände bessere Bedingungen für die Sportförderung in Europa. Aus diesem Grund hat das EOC EU-Büro ein Positionspapier veröffentlicht, das von verschiedenen Sportverbänden unterstützt wird. Dieses Papier bietet konkrete Vorschläge für eine stärkere Verankerung des Sports in bestehende Förderprogramme.

### Die Mitteilung der EU-Kommission zur „Entwicklung einer europäischen Dimension des Sports“
Am 18. Januar 2010 veröffentlichte die Europäische Kommission ihre seit langem erwartete Mitteilung zur „Entwicklung einer europäischen Dimension des Sports“. Diese Mitteilung erkennt wiederum die gesellschaftliche und wirtschaftliche Dimension des Sports an. In ihrer Mitteilung schlägt die Kommission konkrete Maßnahmen vor, um wirtschaftliche, gesellschaftliche sowie organisatorische Aspekte des Sports zu verstärken. Was die gesellschaftlichen Aspekte des Sports betrifft, fördert die Kommission z. B. den Zugang von Frauen zu Führungspositionen im Sport, eine verstärkte Koordinierung zwischen den Mitgliedstaaten im Kampf gegen Doping sowie die Förderung transnationaler Anti-Doping Netzwerke. In Bezug auf die wirtschaftlichen Aspekte fördert die Kommission beispielsweise den Austausch bewährter Verfahren zur transparenten und nachhaltigen Finanzierung des Sports.

### EU-Arbeitsplan für den Sport 2011–2014
Auf einer turnusgemäßen Ratssitzung am 20. Mai 2011 haben die für Sportpolitik zuständigen Minister aus den EU-Mitgliedsstaaten einem Arbeitsplan für den Sport 2011–2014 zugestimmt. Der Arbeitsplan beschreibt entlang von drei Prioritäten insgesamt neun Maßnahmen. Für die Umsetzung der Maßnahmen werden sechs Expertengruppen auf drei Jahre bis 2014 berufen. Für wird 2013 einen Bericht der Europäischen Kommission erwartet.

### Schwerpunkte der polnischen Ratspräsidentschaft 2011
Am 1. Juli 2011 hat Polen die Ratspräsidentschaft in der EU übernommen und wird damit im Ministerrat für die Sportpolitik den Vorsitz übernehmen. Die polnische Ratspräsidentschaft hat folgende Schwerpunktthemen formuliert:
- die Gefahren für die Integrität von Sportveranstaltungen, insbesondere Spielmanipulation und Doping
- die soziale Dimension des Sports, insbesondere Ehrenamt und Freiwilligentätigkeit
- Entwicklung der wirtschaftlichen Dimension des Sports

## Die Perspektiven der EU-Sportpolitik
2012 bis 2020 sollten eigentlich weitere EU-Sportförderprogramme erscheinen. Aber schon das EU-Sportförderprogramm für 2014 scheint ungewiss. Ende Oktober hat die Kommission das "Budget-Review" veröffentlicht, in welchem der Vorschlag gemacht wird, die bestehenden Förderprogramme für Bildung, Kultur und Sport unter einem Dach zusammenzufassen. Das heißt demnach, dass es vielleicht keine eigenständigen EU-Sportförderprogramme geben wird. Die Probleme traten bereits früher auf, da der nationalstaatlich organisierte Spitzensport mit professionellen nationalstaatlich organisierte Ligen (z. B. Fußball-Bundesliga) den Prinzipien der Niederlassungsfreiheit in der EU widerspricht.
In den nächsten Monaten werden andere EU-Institutionen Position zur Mitteilung der Kommission beziehen. Auch der Rat für Bildung, Jugend, Kultur und Sport wird dieses Jahr eine Resolution über das Dokument annehmen und das Europäische Parlament wird einen Bericht veröffentlichen. Den Vertretern des organisierten Sports bot sich im Rahmen des europäischen Sportforums am 21. und 22. Februar in Budapest eine Gelegenheit zum Meinungsaustausch.
Am 8. November 2011 hat die EU-Kommission Zuschüsse zwischen 125 000 EUR bis 200 000 EUR an zwölf transnationale Projekte vergeben. Ziel der Gelder sollen basisorientierte Kampagnen zur Förderung körperlicher Bewegung, sozialer Eingliederung durch den Sport und zur Bekämpfung des Dopings sein. Laut EU-Kommission stehen die neuen Zuschüsse im Rahmen des Pakets „vorbereitende Maßnahmen“ im Hinblick auf den Start eines EU-Teilprogramms für Sport.